# Pseudophorellia quadricincta
Pseudophorellia quadricincta är en tvåvingeart som beskrevs av Allen L.Norrbom 2006. Pseudophorellia quadricincta ingår i släktet Pseudophorellia och familjen borrflugor.
Artens utbredningsområde är Panama. Inga underarter finns listade i Catalogue of Life.